# Aron Nimzowitsch
Aron (o Aaron) Nimzowitsch (Riga, Letònia, 7 de novembre de 1886 - Copenhaguen, Dinamarca, 16 de març de 1935) fou un jugador d'escacs que va fer grans contribucions a la teoria dels escacs tot i no que mai no va arribar a ser campió del món. Fou un dels més destacats teòrics de l'Escola hipermoderna d'escacs.

## Teòric dels escacs
Les seues teories eren contraposades a les del doctor alemany Tarrasch, que tenia un joc més antiquat i decimonònic. Per rebatre aquesta manera de jugar va escriure el llibre Nous conceptes sobre els escacs moderns i antics que va ser publicat a la Wienner Schachzeitung el 1913, al qual va desenvolupar tot un seguit de conceptes que van donar al seu joc el nom d'hipermodern.
Pretenia sistematitzar l'art dels escacs per a fer-ne un joc gairebé científic, va escriure el tractat més important sobre escacs fins a aquella època, el llibre "El meu sistema" (Mein system en alemany), que va ser el manual de gran quantitat d'escaquistes moderns, fins i tot actualment té valor pràctic. En aquest llibre tracta sobre la importància del centre i el desenvolupament, conceptes ja esmentats i estudiats per Morphy i Steinitz, la gran fecunditat de les columnes obertes com a mitjà per a arribar a la setena i vuitena files, el peó passat, el canvi de peces i el concepte de valor de les peces, que va ser revolucionat; la major part dels temes actuals hi van ser analitzats com ara la peça clavada o l'escac a la descoberta. Però la seva revolució principal va ser sobre el concepte de la cadena de peons, fent paradigmàtica la defensa francesa, i amb ella la variant de l'avanç, a banda de portar al món dels escacs els conceptes de sobreprotecció, ja esmentat per Siegbert Tarrasch i de profilaxi, del qual en Kàrpov ha estat el major exponent.
Un dels seus punts forts van ser els peons aïllats i el bloqueig. Per a ell calia trobar debilitats en la formació enemiga i atacar-les amb atacs revolucionaris o evolucionaris, tot fent canvis de flanc al tauler.
Va ésser un jugador brillant tot i que no va arribar mai a campió del món i va obtenir resultats pobres davant de jugadors com Alekhin o Lasker, però ha passat a la història com el pare dels escacs hipermoderns.

## Resultats destacats en competició
Fou 4t al Torneig de Carlsbad de 1907 (el campió fou Akiba Rubinstein).
Fou tercer al Torneig d'escacs d'Hamburg de 1910 (17è DSB Congress), per darrere de Carl Schlechter i Oldřich Duras.
El 1911 fou setè al fortíssim Torneig de Sant Sebastià (el campió fou Capablanca).
Fou 6è al fortíssim torneig de Carlsbad de 1911 (el campió fou Richard Teichmann) El 1912 fou segon al torneig de Sant Sebastià (el campió fou Rubinstein).
El 1923 empatà als llocs 6è-7è amb Karel Treybal al fort Torneig de Carlsbad (el campió fou Aleksandr Alekhin). El 1929 fou 1r al fort Torneig de Carlsbad, per davant de José Raúl Capablanca i de Rudolf Spielmann. Fou tercer al torneig de Bled de 1931, (el campió fou un estel·lar Aleksandr Alekhin).
D'entre els seus nombrosos bons resultats, en destaca la victòria en dues ocasions al Campionat Nòrdic, els anys 1924 i 1934, a Copenhaguen. En guanyar l'edició de 1934, fou guardonat amb el títol de Nordiske kongresmestre.